# Scawtita
La scawtita és un mineral de la classe dels silicats. Rep el nom de Scawt Hill, a Irlanda del Nord, la seva localitat tipus.

## Característiques
La scawtita és un silicat de fórmula química Ca₇(Si₃O9)₂CO₃·2H₂O. Es tracta d'una espècie aprovada per l'Associació Mineralògica Internacional, i publicada per primera vegada el 1930. Cristal·litza en el sistema monoclínic. La seva duresa a l'escala de Mohs es troba entre 4 i 5.
Segons la classificació de Nickel-Strunz, la scawtita pertany a «09.CK - Ciclosilicats, amb enllaços senzills de 6 [Si₆O18]12-, amb anions complexos aïllats» juntament amb els següents minerals: fluorschorl, fluorbuergerita, cromodravita, dravita, elbaïta, feruvita, foitita, liddicoatita, olenita, povondraïta, schorl, magnesiofoitita, rossmanita, oxivanadiodravita, oxidravita, oxirossmanita, cromoaluminopovondraïta, fluordravita, fluoruvita, abenakiïta-(Ce), steenstrupina-(Ce) i thorosteenstrupina.
L'exemplar que va servir per a determinar l'espècie, el que es coneix com a material tipus, es troba conservat al Museu d'Història Natural de Londres (Anglaterra), amb el número de registre: 1956,384.

## Formació i jaciments
Va ser descoberta a Scawt Hill, a la ciutat de Larne, dins el comtat d'Antrim (Irlanda del Nord). Tot i tractar-se d'una espècie no gaire habitual ha estat descrita en tots els continents del planeta a excepció de l'Antàrtida.